# Granatovyj braslet
Granatovyj braslet (Гранатовый браслет) è un film del 1964 diretto da Abram Matveevič Room.